# عمارة ألمانيا

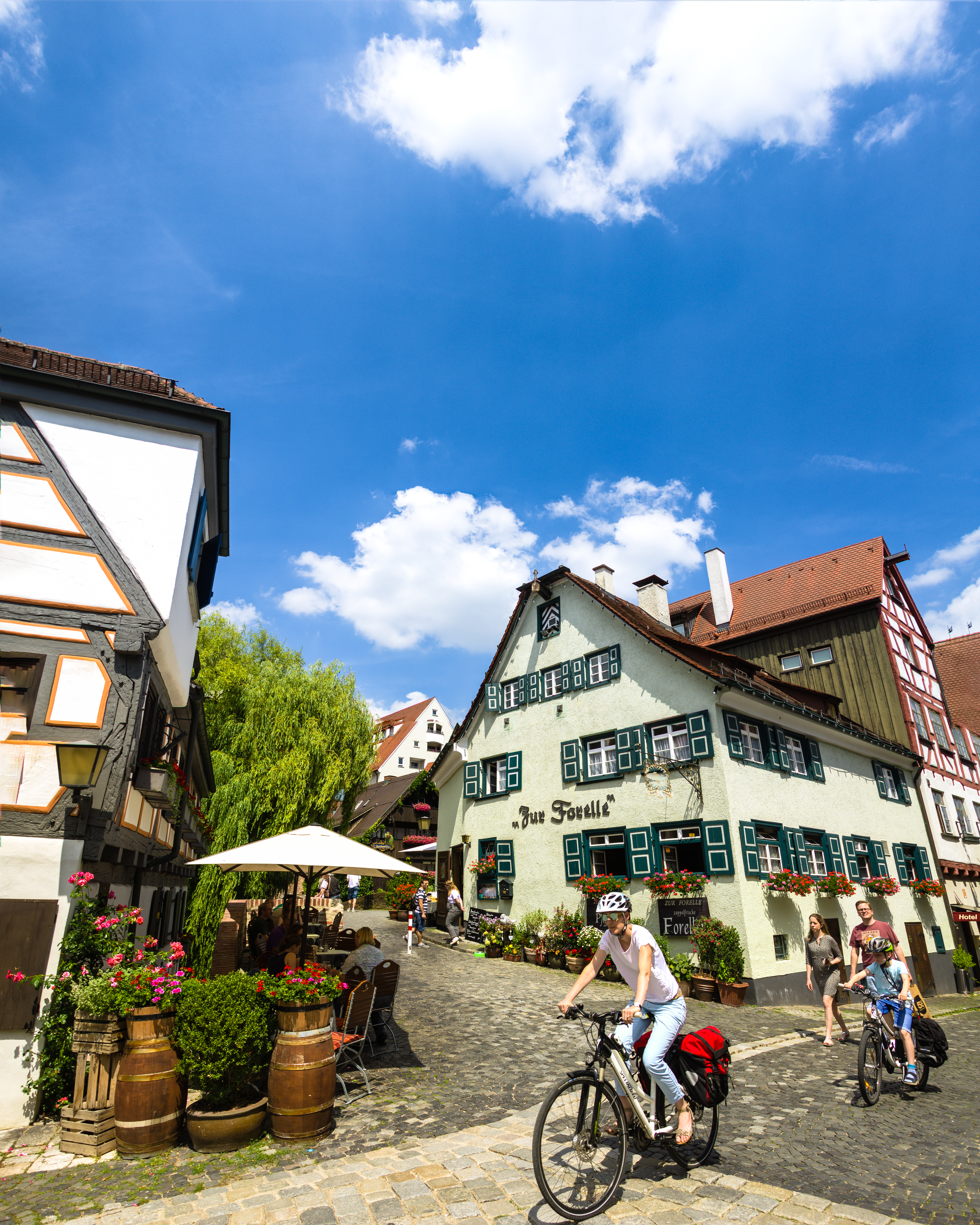
زور فوريل في الصيف

تمتلك عمارة ألمانيا تاريخًا طويلًا وغنيًا ومتنوعًا. يُمثل كل أسلوب أوروبي مهم بدءًا من الأسلوب الروماني حتى أسلوب ما بعد الحداثة، بما في ذلك الأمثلة الشهيرة عن الأسلوب المعماري لعصر النهضة الكارولنجية والقوطية والنهضة والباروك والكلاسيكي والأسلوب المعماري الحديث والأسلوب العالمي.
تسببت قرون من تجزئة ألمانيا إلى إمارات وممالك بحدوث تنوع إقليمي كبير وعمارة عامية جيدة. أدى ذلك إلى أسلوب معماري متباين ومتنوع، مع اختلاف العمارة من مدينة إلى أخرى. في حين أن هذا التنوع ما يزال يُلاحظ في المدن الصغيرة، فقد أسفر تدمير التراث المعماري في المدن الأكبر خلال الحرب العالمية الثانية، عن إعادة البناء الواسعة التي تتميز بها العمارة الحداثية البسيطة. في هذا السياق، يجب التأكيد على أن العديد من المدن الألمانية قد غيرت بالفعل وجهها في سياق التصنيع في القرن التاسع عشر. تطورت مدن مثل ميونخ أو برلين (عدد سكانها نحو 1500: 13000/8000, 1700: 27000/55000, 2020: 3690000/1500000)، من بلدات صغيرة جدًا إلى مدن كبيرة أو مدن أكبر. بالتالي، فإن الثقافة الحضارية الألمانية لم تحدث في المناطق الحضرية فحسب، بل تشكلت أيضًا في المدن متوسطة الحجم والبلدات الريفية والقرى الكبيرة. من وجهة نظر معمارية، هناك حقيقة معترف بها بشكل عام، هي أن المراكز الرئيسية لا تمثل البلد بأكمله. [بحاجة لمصدر]

## العمارة الرومانية القديمة

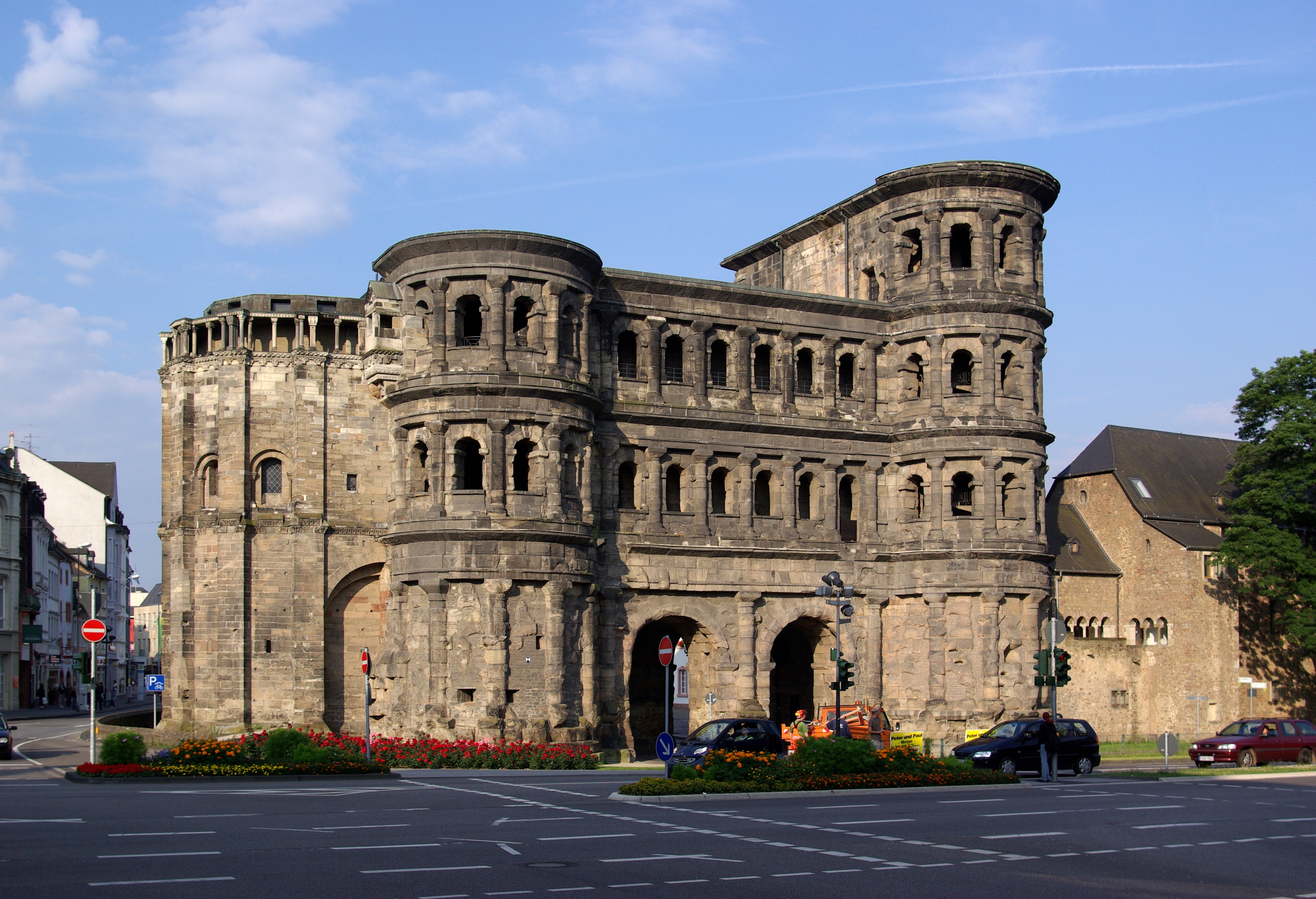
بورتا نيجرا (البوابة السوداء) في ترير، ألمانيا، أفضل مبنى روماني محفوظ شمال جبال الألب، وموقع تراث عالمي لليونسكو

امتدت الإمبراطورية الرومانية ذات مرة على معظم جمهورية ألمانيا الفيدرالية اليوم، وما زالت مستمرة منذ من نحو 100- 150 بعد الميلاد في الليمس، التي مثلت نظام الدفاع الحدودي للإمبراطورية الرومانية.  بالإضافة إلى التحصينات الحدودية مثل الحصون والمعسكرات العسكرية، بنى الرومان أيضًا الثرمي، والجسور والمسارح الرومانية.
كانت ترير حاضرة مهمة في ذلك الوقت، حيث تقع بورتا نيغرا، أكبر بوابة مدينة رومانية شمال جبال الألب، مع أطلال منتجعات صحية مختلفة وجسر روماني والآولا بالاتينا (التي أُعيد بناء جزء كبير منها).
مع رحيل الرومان، اختفت ثقافتهم الحضارية وآثارهم السابقة (مثل، التدفئة الأرضية، والنوافذ الزجاجية) من ألمانيا.

## ما قبل الرومانسية
ترجع فترة ما قبل الرومانسية في العمارة الأوروبية الغربية عادة إلى ظهور مملكة ميروفينجيون نحو عام 500، أو منذ عصر النهضة الكارولنجية في أواخر القرن الثامن، وحتى بداية فترة الرومانسية في القرن الحادي عشر. تضم المباني الألمانية التي تعود لهذه الفترة كلًا من دير لورش. يجمع هذا الدير بين عناصر قوس النصر الروماني (الممرات على شكل أقواس وأنصاف الأعمدة) مع التراث التيوتوني العامي (مثلثات دون قواعد من الرواق الأعمى، والأعمال الحجرية متعددة الألوان).
تُعتبر كنيسة القديس مايكل واحدة من أهم الكنائس التي تتبع هذا الأسلوب، وقد بُنيت بين عامي 1001 و1031 تحت إشراف الأسقف برنوارد من هيلدشايم (993- 1022) كمصلى في ديره البندكتي. صُممت الكنيسة بالأسلوب الأوتوني (الرومانسي المبكر). كانت النهضة الأوتونية عبارة عن نهضة رافقت عهود أول ثلاثة أباطرة من الأسرة الساكسونية، حملوا جميعهم اسم أوتو هم أوتو الأول (936- 973) وأوتو الثاني (973- 983) وأوتو الثالث (983- 1002).

## الرومانسية
تتميز الفترة الرومانسية التي بدأت منذ القرن العاشر وحتى أوائل القرن الثالث عشر، بأقواس شبه دائرية ومظهر متين ونوافذ صغيرة مزدوجة وبالأقبية المتقاطعة. يرجع تاريخ معظم الكنائس في ألمانيا إلى هذه الفترة الزمنية، بما في ذلك الكنائس الاثنتي عشرة في كولونيا. تُعد كاتدرائية شباير أهم مبنى في ألمانيا ينتمي إلى هذه الفترة الزمنية. بُنيت الكاتدرائية على مراحل منذ عام 1030، واعتُبرت في القرن الحادي عشر أكبر مبنى في العالم المسيحي والرمز المعماري الذي يعبر عن قوة سلالة ساليانن وهي سلالة مكونة من أربعة ملوك ألمان (1024- 1125).
تُعد كل من كاتدرائيات فورمس وواينز، أمثلة أخرى مهمة على الأسلوب الرومانسي. تأسست العديد من الكنائس والأديرة في هذا العصر، خاصة في ساكسونيا أنهالت. أنتجت رومانسية الراين في كاتدرائية ليمبورغ الأعمال التي استخدمت العناصر المحيطة الملونة. هناك كنيسة أخرى ذات أهمية خاصة هي كنيسة سانت سيرفاتيوس في كفيدليمبورغ وأيضًا كاتدرائية لويبيك وكاتدرائية برونشفايغ وهيلديسهايم، وسانت مايكل في هيلديسهايم وكاتدرائية ترير وبامبرغ اللتان وقعت الفترة الأخيرة من بنائهما في الفترة القوطية.
يُعتبر دير ماولبرون مثالًا كبيرًا على العمارة السيسترسية. بُني الدير بين القرنين الثاني عشر والقرن الخامس عشر، وبالتالي فإنه يتضمن عناصر قوطية. بدأ في القرن الحادي عشر، بناء العديد من القلاع، بما في ذلك القلعة الشهيرة في فارتبورغ، التي وُسعت لاحقًا باستخدام الأسلوب القوطي.

## القوطية
ازدهرت العمارة القوطية خلال فترة العصور الوسطى العليا والوسطى المتأخرة. بٌني أول مبنى قوطي في ألمانيا منذ نحو عام 1230، مثل كنيسة ليبفراوين (الكنيسة الألمانية لكنيسة السيدة العذراء) نحو 1233- 1283 في ترير، وهي إحدى أهم الكاتدرائيات القوطية المبكرة في ألمانيا وتندرج تحت التقاليد المعمارية للقوطية الفرنسية.
بُنيت كاتدرائية فرايبورغ على ثلاث مراحل. بدأت أول مرحلة في عام 1120 تحت سيادة دوقات تسيرينغين، بينما بدأت المرحلة الثانية عام 1210 والثالثة عام 1230. صمدت الأساسات فقط من المبنى الأصلي. تشتهر الكاتدرائية بسبب برجها العالي الذي يبلغ ارتفاعه 116 متر، الذي يقول يعقوب بوركهاردت عنه، إنه البرج الأجمل في العمارة المسيحية. البرج ذو شكل مربع تقريبًا في قاعدته ويشكل الجزء الأوسط منه معرض ذو شكل نجمة ذات اثني عشر ضلعًا. يبدأ البرج بالتحول إلى الشكل المثمن فوق المعرض، مع قمة مستدقة في الأعلى. يُعد هذا البرج، الوحيد الذي ينتمي للكنيسة القوطية في ألمانيا من تلك التي اكتمل بناؤها في العصور الوسطى (1330)، ونجا من غارات القصف التي وقعت في نوفمبر من عام 1944، التي نتج عنها دمار جميع المنازل في الجانب الغربي والشرقي من السوق.